# 遠い一本の道
『遠い一本の道』（とおいいっぽんのみち）は、1977年に公開された日本映画。監督・製作・出演：左幸子。主演：井川比佐志。左にとって初かつ生涯唯一の監督作品である。カラー、アメリカンビスタ（1.85:1）、110分。第51回キネマ旬報ベスト・テン日本映画第10位選出。英語題はThe Far Road。
「生産性向上運動（マル生運動）」の渦中にあった日本国有鉄道（国鉄）を舞台に、北海道の路線で働く中年の保線作業員が人員整理を伴う「マル生」に反発して労働組合とともに抵抗するさまおよび、彼の家庭生活での小さな波乱が描かれる。国鉄労働組合（国労）が製作に協力し、実際の労働現場の様子がドキュメンタリー的に挿入される。
日本公開翌年の1978年、第28回ベルリン国際映画祭コンペティション部門で上映された。

## ストーリー
（冒頭、実際の青函船舶鉄道管理局主催の功績章授与式の映像とともに、実際の国鉄職員やその家族とおぼしき人々のインタビュー音声が流れる。）
北海道・追分保線区追分支区にある、国鉄職員住宅。保線職員・滝ノ上市蔵の永年勤続表彰を祝う席に、札幌に住む娘の由紀が恋人・佐多を連れてきて、市蔵に結婚の許可を仰ぐ。市蔵の妻で、由紀の母である里子は5年来知っていた交際だったが、聞かされていなかった市蔵は、無断で初対面の人間を連れてきた由紀に機嫌を損ね、ちゃぶ台をひっくり返して2人や来客を追い返す。佐多は「僕の気持ちは変わりません」と言い置いて去る。里子は、後片付けをしながら、市蔵のもとに嫁いだ日からこれまでのことを回想しはじめる。（やがて映像は、市蔵の仕事風景を経て、過去の市蔵らの視点に切り替わる。）
十数年前のある日。幼い1男1女を育てる線路工手の市蔵は、先輩職員の浅井から、大規模な組織改革が始まることを告げられる。市蔵は生き残りを図り、掛職（かかりしょく）への昇職試験の勉強を始める。市蔵は隣の部屋で里子が内職する織機の音にいら立ち、里子を殴る。やがて職場は「線路班区」から「保線支区」へ再編され、鉄道管理局から新たな上司が赴任し、最新鋭の作業車両が導入され、これまで手作業だった保線作業は大幅に効率化される。「軌道掛」となった市蔵は多くの日常業務を失い、職人としての誇りを打ち砕かれる。
数年後。経営合理化が達成されたように見えたが、一家の生活は苦しいままだった。里子は内職をやめ、保険外交員のアルバイトを始めるが、うまくいかない。苦しい生活に耐えかねた職員住宅の主婦たちは、追分駅の駅長室に押しかけ、職員の賃上げや保育所の設置を要求する。駅長の溝口は里子だけを呼び出し、市蔵が労働組合の活動に熱心であることを明かし、「昇進できなくなりますよ」と脅す。里子は市蔵から何も知らされていなかった。（この場面以降、実際の労働組合員とみられるインタビュー音声がしばしば挿入される。）
さらに数年後。やがて「反マル生闘争」が盛んとなり、連夜、労働組合幹部となった市蔵宅がもうひとつの労働組合との合同集会の会場となる。闘争の方針をめぐり、議論は並行線をたどる。ある日、市蔵らの隣人で車掌の岩田が、車両トラブルの処理の際に対向車に轢かれ、右足を切断する重傷を負う。退院した岩田は運輸区に転籍して駅員となるが、その際にかつての上司である保線助役・大林に引き抜かれ、もといた組合から離れる。大林と同期入局である市蔵は、大林と夜通し話し合い、岩田の引き抜きを許す代わりに、大林側の組合のスト権スト参加を要求する。市蔵は交渉に勝ち、大林側の組合への加入届を岩田に渡す。岩田はそれを破り捨て、泣き崩れる。これらの様子を見た市蔵の息子・徹は感激して自身も鉄道マンになることを決意し、同じ追分駅で貨物職員として働くようになる。一方、札幌の銀行に就職した由紀は、夕張営林署職員の佐多と知り合う。（これ以降、作中の舞台は最初の時点に戻る。）
ある日、佐多の同僚の男が、由紀と佐多の結婚式の日取りが決まったことを知らせに来る。それを聞いた市蔵は、佐多の職場である国有林をたずね、間伐の現場を見る。汗を流す佐多の姿を見届けた市蔵は、黙って立ち去る。ある晩、土砂崩壊による線路埋没が発生し、市蔵ら保線職員が現場に急行する。熟練した職員たちによる夜を徹しての手作業のすえ、翌朝には復旧し、通常運行が可能となる。帰宅した市蔵は、結婚式が行われる長崎行きの乗車券を里子に手渡す。
長崎に着いた市蔵らは、佐多に案内され、全島民が退去したばかりの彼の生まれ故郷・端島（軍艦島）をおとずれる。佐多は廃墟を前に、「働く者はいつも振り回されてきた」と訴える。里子は「『ひかりは西へ』と明るい未来につながるかのように宣伝していたけど、ここにたどり着くのね」とつぶやく。たまりかねた市蔵は、永年勤続表彰でもらった腕時計を海に投げ捨て、おどけた様子で笑ってみせる。

## 出演
クレジット順は作中クレジットタイトルに、役名は現行DVD（後述）付属のブックレット（オリジナルパンフレット再編集版）に従った。
- 滝ノ上市蔵：井川比佐志
- 滝ノ上徹（市蔵・里子の息子）：磯村健治
- 佐多隆（由紀の恋人）：長塚京三
- 滝ノ上由紀（市蔵・里子の娘）：市毛良枝
- 岩田徳治郎（市蔵の隣人・駅員）：前田昌明
- 岩田トメ（徳治郎の妻）：今井和子
- 佐多の友人：西田敏行
- 支区長：大滝秀治
- 大林（保線助役）：金内吉男
- 佐多の父（端島の炭鉱作業員）：吉田義夫
- 由紀の子供時代：安藤奈津子、小板橋智美
- 徹の子供時代：鈴木隆幸、小板橋健仁、大家史、小笠原隆之
- 協力出演：国鉄労働組合家族会
- 家族会役員：野村昭子
- 中年の主婦（里子に応対する女性・保険外交員）：松下砂稚子
- 小出（車掌）：平田守
- バス運転手：花巻五郎
- 浅井（市蔵の同僚・作業長）：殿山泰司
- 溝口（追分駅長）：小松方正
- 協力[注釈 1]：武谷三男
- 滝ノ上里子：左幸子

## スタッフ
主要なスタッフのみ記す。職掌および、監督を除くクレジット順は作中クレジットタイトルに従った。
- 監督：左幸子
- 企画・製作：左幸子
- 製作補：篠原茂
- 脚本：宮本研
- 音楽：三木稔
- 撮影：瀬川順一、黒柳満
- 照明：平田光治
- 録音：安田哲男
- 音響構成：久保田幸雄
- 美術：育野重一
- 編集：浦岡敬一
- 助監督：上野堯、元持昌之、鈴木恵悟、可知亮
- 記録：藤沢すみ子

## 製作
作中に挿入される一般人のインタビュー音声は、製作に先立って監督の左が約1年半かけて自らインタビュー録音したもの。

## 評価
- 佐藤忠男[6]：
  - 「戦後、独立プロ運動が盛んになってから、労働組合が製作母体になるか、あるいは独立プロに資金を提供してつくられた映画はかなりの数にのぼる。そのなかでも、これはひときわすぐれた作品である。すぐれていたことの理由の第一にあげなければならないのは、これが労働というものの喜怒哀楽をきちんと描いた作品であったことである」
  - 「労働を描くことは難しい。というのは、ことさらにみじめに描くことも、ことさらに美化して描くことも、ともに真実ではないからである。（略）へんに〈労働者の逞ましさ〉みたいなものを誇張されてもかえってシラケるものなので、ごく素直に、あ、いいなあ、と感心できる労働者の演技というのは滅多にないものである。この映画の井川比佐志の演技はその稀な例外であった」

- 斉藤綾子[2]：
  - 「戦後日本の昭和という時代の基盤を支えた労働者とその家族の姿を重ね合わせ、変わりつつあった日本の風景をうまく捉えている」
  - 「現実には組合運動内における性別役割分担がつよくあったにもかかわらず、家事労働や組合の補助的作業をする妻たちの姿にスポットライトを当て、映画として平等に描こうとする点に左の演出判断を見ることができよう」

## ビデオソフト
1988年にパラマウントビデオからVHS（PV-1039）が、2021年にDIGからDVD（DIGS-1077）が発売された。